# Rafael Struick
Rafael William Struick   (sinh ngày 27 tháng 3 năm 2003) là một cầu thủ bóng đá chuyên nghiệp người Indonesia hiện đang thi đấu cho câu lạc bộ A-League Brisbane Roar và đội tuyển bóng đá quốc gia Indonesia.

## Sự nghiệp câu lạc bộ

### ADO Den Haag
Struick đã khoác áo cho đội trẻ của RKAVV và sau đó là Forum Sport, trước khi gia nhập học viện tại ADO Den Haag.
Ngày 6 tháng 5 năm 2022, Struick có trận ra mắt tại Eerste Divisie trong trận gặp FC Emmen. Sau đó, vào tháng 6 năm 2022, anh ký hợp đồng chuyên nghiệp đầu tiên với ADO Den Haag.

### Brisbane Roar
Tháng 9 năm 2024, Struick chuyển đến câu lạc bộ Brisbane Roar tại Úc.
Ngày 18 tháng 10, anh có trận ra mắt câu lạc bộ trong trận đấu với Auckland FC. Ngay sau đó, anh ghi có thắng đầu tiên ở giải đấu chuyên nghiệp trong trận đấu tiếp theo vào ngày 1 tháng 11, ghi bàn trong trận thua 2-3 trên sân nhà trước Sydney FC.

## Sự nghiệp quốc tế

### Đội tuyển trẻ
Struick có lần ra sân cho U-20 Indonesia trong một trận đấu giao hữu gặp U-20 Slovakia vào ngày 19 tháng 11 năm 2022, ghi bàn thắng duy nhất trong trận thua 1–2. Huấn luyện viên đội tuyển quốc gia Indonesia Shin Tae-yong đã chỉ ra việc lựa chọn anh cùng Ivar Jenner và Justin Hubner là những cầu thủ thi đấu ở nước ngoài trước thềm Cúp bóng đá châu Á 2023 và việc Indonesia đăng cai Giải vô địch bóng đá U-20 thế giới 2023. Anh cũng đủ điều kiện để khoác áo cho đội tuyển quốc gia Indonesia nhờ có dòng màu gốc Indonesia thông qua từ hai ông bà của cả cha và mẹ.
Ngày 29 tháng 8 năm 2023, Struick được triệu tập lên đội tuyển U-23 Indonesia tham dự vòng loại U-23 Asian Cup 2024. Anh có trận ra mắt U-23 Indonesia và ghi một bàn trong trận thắng đậm trước U-23 Đài Bắc Trung Hoa.
Tháng 4 năm 2024, Struick góp mặt trong đội hình U-23 Indonesia tham dự U-23 Asian Cup tại Qatar. Trong trận tứ kết vào ngày 25 tháng 4, anh ghi 2 bàn thắng vào lưới U-23 Hàn Quốc, nơi U-23 Indonesia thắng 11–10 trong loạt luân lưu để tiến vào vòng bán kết. Nhưng sau đó, U-23 Indonesia đã kết thúc với vị trí thứ 4 sau trận thua bán kết và tranh giành hạng ba U-23 Asian Cup.

### Đội tuyển quốc gia
Ngày 27 tháng 5 năm 2023, Struick lần đầu tiên được triệu tập lên đội tuyển bóng đá quốc gia Indonesia cho hai trận đấu giao hữu với Palestine và Argentina. Anh ra mắt đội tuyển Indonesia trong trận đấu gặp Palestine, với tỷ số hòa 0–0.
Tại AFC Asian Cup 2023, Struick thi đấu tất cả các trận đấu và giúp Indonesia lần đầu tiên lọt vào vòng loại trực tiếp giải đấu.
Ngày 10 tháng 10 năm 2024, Struick ghi bàn thắng quốc tế đầu tiên trong trận gặp Bahrain ở vòng loại thứ 3 World Cup 2026, giúp Indonesia dẫn trước 2–1 trước khi trận đấu kết thúc với tỷ số hòa chung cuộc 2–2.